# 尼亞澤彼得羅夫斯克
56°02′50″N 59°36′07″E / 56.0472°N 59.6019°E
尼亞澤彼得羅夫斯克（俄语：Нязепетро́вск）是俄羅斯車里雅賓斯克州西北部的一個城市。2002年時人口為13,405人。
尼亞澤彼得羅夫斯克於1747年建立，1944年設市。